# Giacomo Piola
Giacomo Piola (Acqui Terme, 21 agosto 1890 – Roma, 20 gennaio 1963) è stato un politico italiano.

## Biografia
Giacomo Piola nasce ad Acqui Terme, in provincia di Alessandria il 21 agosto 1890. Finisce gli studi come avvocato e nel 1953 inaugura la sua carriera politica con l'elezione durante il primo Governo Segni come Sottosegretario di Stato alle Finanze.
Nel periodo che va dal 25 giugno 1953 al 20 gennaio 1963, anno della sua morte, lo troviamo iscritto tra le file della Democrazia Cristiana.
Durante tutto il suo mandato è stato anche membro:
- della V Commissione Permanente di Tesoro e Finanze (in carica dal 9 luglio 1958 al 20 gennaio 1963, viene poi sostituito da Pietro Micara);
- della Commissione parlamentare per il parere sulla nuova tariffa generale dei dazi doganali (dal 26 gennaio 1961 al 20 gennaio 1963);
- della Consultiva del testo unico sulla riscossione delle imposte dirette (29 novembre - 20 gennaio 1963);
- della Commissione consultiva uffici giudiziari (25 luglio 1958 - 15 febbraio 1959);
- della XI Commissione Permanente sull'Igiene e Sanità (21 luglio 1953 - 7 giugno 1954);
- della II Commissione Permanente sulla Giustizia e Autorizzazioni a Procedere (21 luglio 1953 - 11 giugno 1958);
- della Consultiva Funzioni Statali e decentramento amministrativo (26 febbraio 1954 - 11 giugno 1958).

## Curiosità
- Nella sua città natale viene ricordato con il Viale Giacomo Piola nel quartiere Bagni.